# Staré Město (okres Svitavy)
Staré Město (německy Altstadt) je obec v okrese Svitavy v Pardubickém kraji. Žije zde přibližně 1 000 obyvatel.

## Historie
První písemná zmínka o obci pochází z roku 1270. Původně Alt Trebowia, tedy Stará Třebová, městečko jež bylo přestěhováno na místo dnešní Moravské Třebové. Nezaniklo, ale nikdy už nedosáhlo většího rozmachu. Velké usedlosti klasicistní i pozdně barokní. Velký dvůr pod kostelem zbořen po socialistickém prohospodaření.

## Obyvatelstvo
| Rok            | 1869  | 1880  | 1890  | 1900  | 1910  | 1921  | 1930  | 1950  | 1961  | 1970 | 1980  | 1991  | 2001 | 2011 | 2021 |
| -------------- | ----- | ----- | ----- | ----- | ----- | ----- | ----- | ----- | ----- | ---- | ----- | ----- | ---- | ---- | ---- |
| Počet obyvatel | 1 821 | 1 762 | 1 795 | 1 725 | 1 658 | 1 650 | 1 676 | 1 022 | 1 120 | 967  | 1 056 | 1 003 | 985  | 984  | 972  |
| Počet domů     | 254   | 251   | 256   | 257   | 254   | 261   | 282   | 221   | 208   | 203  | 238   | 251   | 292  | 322  | 339  |

## Obecní správa

### Části obce
- Bílá Studně
- Petrušov
- Radišov
- Staré Město

### Obecní symboly
Znak a vlajka byly obci uděleny rozhodnutím předsedy Poslanecké sněmovny Parlamentu České republiky dne 19. ledna 2007.

## Pamětihodnosti
- Kostel svaté Kateřiny, s raně renesanční věží
- Jižně od vesnice se na vrchu Dubina dochovaly terénní pozůstatky hradu Třebovské hradisko ze třináctého století. V letech 1285–1286 byl dobyt královským vojskem vedeným Závišem z Falkenštejna, a nejspíše již nebyl obnoven.[8]
- Kaple na bývalém hřbitově
- Několik křížů
- Sochy svatého Jana Nepomuckého a svatého Rocha ve středu vesnice
- Fara, pozdně barokní
- Rychta, při kostele
- Dominantní hasičská zbrojnice s neobvyklou věží
- Civilní sportovní letiště – 13. července 1947 uspořádal Aeroklub Moravská Třebová první poválečný letecký den, kterého se zúčastnili vojenští letci a bývalí členové anglického královského letectva.[9]

## Galerie

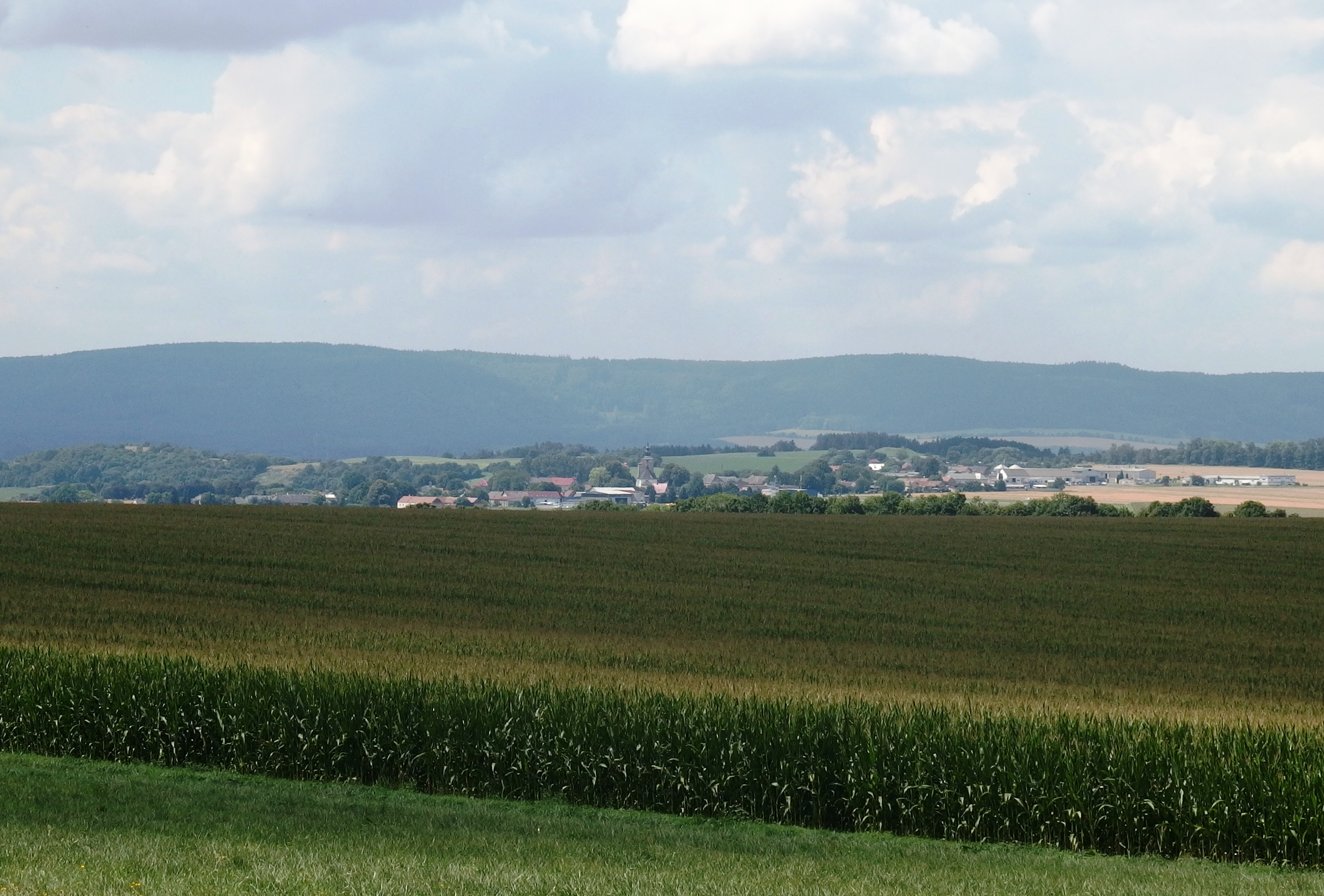
Celkový pohled
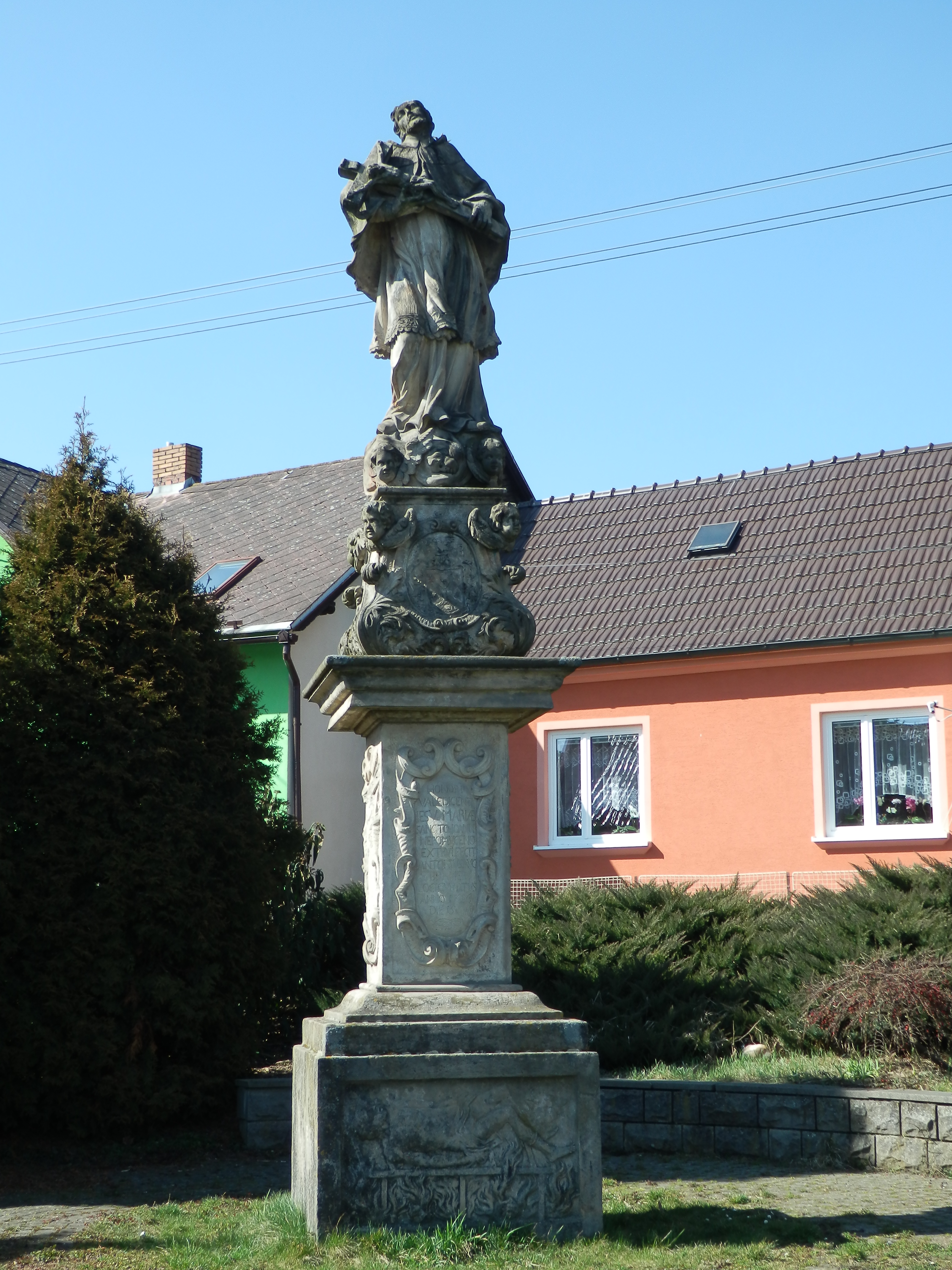
Socha svatého Jana Nepomuckého
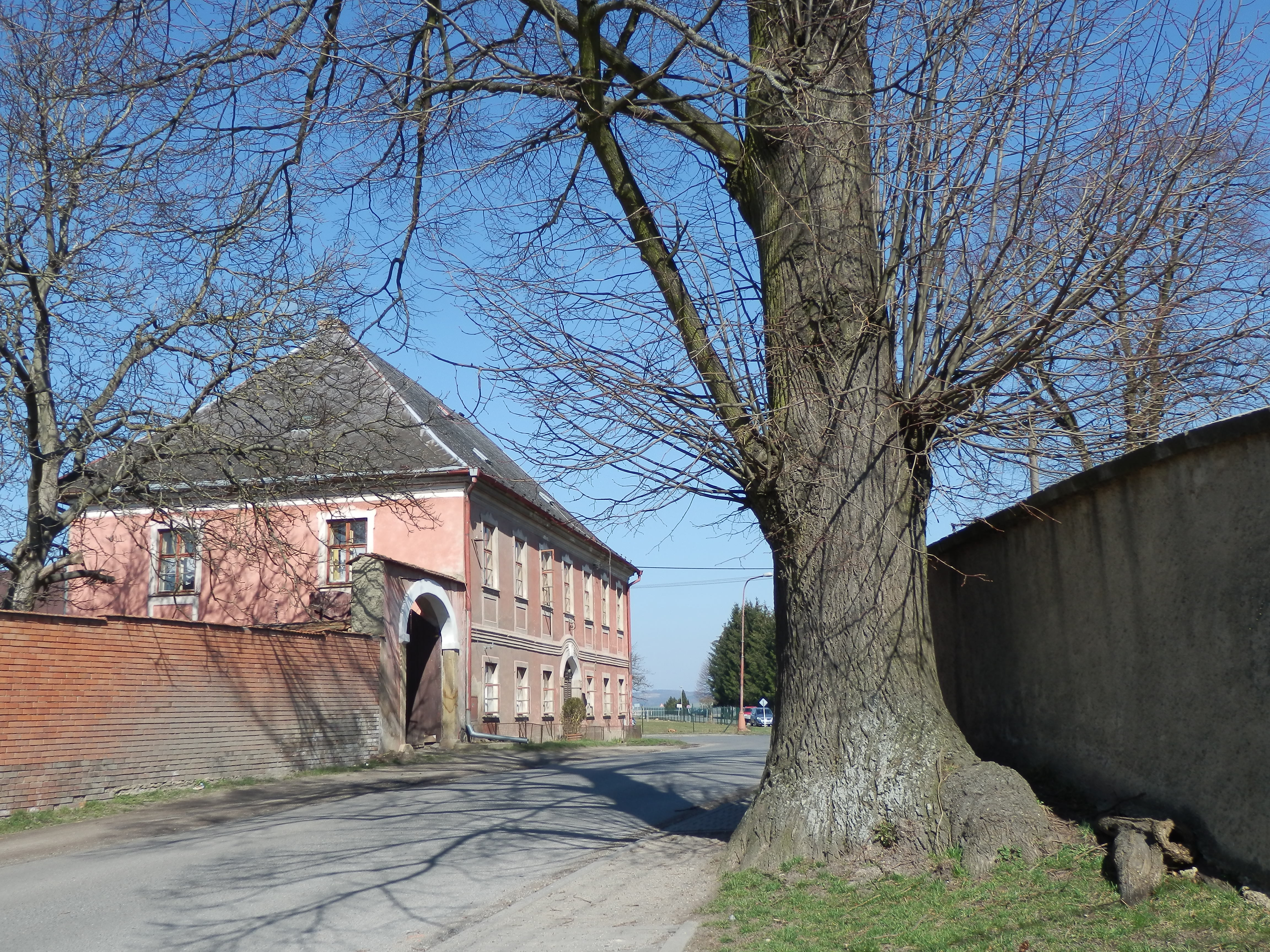
Fara